# Hammer Series
Die Hammer Series war eine Serie von dreitägigen Mannschaftswettbewerben im Straßenradsport.
Veranstalter der Wettbewerbe war Velon, eine Vereinigung von Radsportteams. Die erste Austragung eines Hammer-Series-Rennens fand am 2. bis 4. Juni 2017 im niederländischen Limburg unter dem Namen Hammer Sportzone Limburg statt. Zwei weitere Rennen in der Schweiz und Südafrika wurden in die Kalender der jeweiligen UCI Continental Circuits eingetragen; das niederländische sowie das Schweizer Rennen in UCI-Kategorie 2.1 und das südafrikanische Rennen in die hors categorie. Das südafrikanische und das Schweizer Rennen wurden allerdings 2017 nicht ausgetragen. Im Jahr 2018 kamen Rennen im norwegischen Stavanger und in Hongkong hinzu.
Jedes Hammer-Series-Rennen ist in drei Abschnitte unterteilt. Am ersten Tag findet auf einem flachen Kurs der Hammer Sprint statt, bei dem auf jeder Runde Bonussekunden für die ersten zehn Fahrer vergeben werden. Am zweiten Tag findet nach denselben Regeln auf einem hügeligen Kurs der Hammer Climb statt. Im Finale am dritten Tag, dem Hammer Chase, starten die Teams mit den Vorsprungssekunden, die sie an den ersten beiden Tagen erworben haben. Die Mannschaft, deren vierter Fahrer des rund 50 Kilometer langen Rennens als Erster das Ziel passiert, gewinnt die Gesamtwertung.
Kurz nachdem Anfang März 2020 der Weltradsportverband Union Cycliste Internationale ein neues Reglement für Rennen, die wie die Hammer Series, nicht der Standardtypologie von Straßenwettbewerben entsprechen („Other Races“) veröffentlichte, erklärte Velon, dass die Serie 2020 nicht stattfinde. Velon, das bereits im Herbst 2019 bei der Europäischen Kommission Kartellbeschwerde gegen die UCI eingelegt hatte, erklärte, letzter Auslöser sei gewesen, dass die UCI die Austragung des geplanten Frauenrennens von Hammer Stavanger „torpediert“ hätte.

## Sieger
2017
- Hammer Sportzone Limburg: Team Sky (Ian Boswell, Jon Dibben, Owain Doull, Tao Geoghegan Hart, Danny van Poppel, Elia Viviani)

2018
- Hammer Stavanger: Mitchelton-Scott (Michael Albasini, Roger Kluge, Cameron Meyer, Alexander Edmondson, Daryl Impey, Lucas Hamilton)
- Hammer Sportzone Limburg: Quick-Step Floors (Kasper Asgreen, Philippe Gilbert, Álvaro Hodeg, Yves Lampaert, Davide Martinelli, Enric Mas, Jhonathan Narvaez)
- Hammer Hongkong: Mitchelton-Scott (Sam Bewley, Lucas Hamilton, Roger Kluge, Cameron Meyer, Luka Mezgec, Matteo Trentin)

Gesamtwertung: Mitchelton-Scott
2019
- Hammer Stavanger: Team Jumbo-Visma (Pascal Eenkhoorn, Dylan Groenewegen, Amund Grøndahl Jansen, Mike Teunissen, Jonas Vingegaard, Maarten Wijnants)
- Hammer Limburg: Deceuninck-Quick-Step (Dries Devenyns, Remco Evenepoel, Fabio Jakobsen, Yves Lampaert, Davide Martinelli, Michael Mørkøv)
- Hammer Hongkong: abgesagt

Gesamtwertung Team Jumbo-Visma